# Rick Hendrick
Pour les articles homonymes, voir Hendrick (patronyme).
Statistiques en NASCAR Cup Series
Dernière mise à jour : 18 mars 2017 
Joseph Riddick « Rick » Hendrick III (né le 12 juin 1949) est l'actuel propriétaire de l'écurie américaine de Nascar Hendrick Motorsports et fondateur de Hendrick automotive Group et de Hendrick Marrow Program.

## Carrière
Après avoir étudié au Park View high School de South Hill en Virginie, il commença sa carrière dans les courses automobiles à l'âge de 14 ans. Il n'a couru que dans trois courses de Nascar dans sa carrière de pilote. Il est le père de Ricky Hendrick (en), un ancien pilote Nascar décédé dans un accident d'avion le 24 octobre 2004.